# Seznam senatorjev 29. parlamenta Kraljevine Italije
Seznam senatorjev 29. parlamenta Kraljevine Italije je urejen po letu imenovanja.

## 1934
- Pietro d'Acquarone
- Gino Aldi Mai
- Icilio Bacci
- Raffaello Baldi Papini
- Giovanni Floriano Banelli
- Luigi Barzini
- Serafino Belfanti
- Giuseppe Belluzzo
- Alfredo Bennicelli
- Emilio Bodrero
- Celasio Caetani
- Carlo Centurione Scotto
- Vittorio Cini
- Ugo Conti Sinibaldi
- Luigi Cozza
- Mario Crespi
- Giacomo Emilio Curatulo
- Giovanni D'Achiardi
- Giuseppe Francesco Danza
- Luigi De Marchi
- Augusto De Martino
- Giovanni De Riseis
- Luigi Devoto
- Salvatore Di Marzo
- Gastone Guerrieri di Mirafiori
- Alessandro Dudan
- Claudio Faina
- Giorgio Enrico Falck
- Alfredo Felici
- Federico Flora
- Roberto Forges Davanzati
- Camillo Fraschetti
- Felice Gajo
- Gian Giacomo Gallarati Scotti
- Gino Gasperini
- Amedeo Giannini
- Riccardo Gigante
- Balbino Giuliano
- Giovanni Giuriati
- Francesco Giusti Del Giardino
- Giovanni Battista Imberti
- Guglielmo Josa
- Lando Landucci
- Ottavio Lanza Branciforte
- Pier Silverio Leicht
- Pasquale Libertini
- Vico Mantovani
- Arturo Marescalchi
- Alessandro Martelli
- Paolo Mattei Gentili
- Tito Montefinale
- Giuseppe Muscatello
- Pier Ludovico Occhini
- Cesare Oddone
- Paolo Orlando
- Pietro Orsi
- Giuseppe Ovio
- Vittorio Peglion
- Dino Perrone Compagni
- Rinaldo Piaggio
- Alfredo Rocco
- Camillo Romano Avezzana
- Michele Romano
- Santi Romano
- Fulco Ruffo di Calabria
- Alberto Salucci
- Giunio Salvi
- Carlo Scotti
- Emanuele Soler
- Armando Tallarigo
- Antonio Taramelli
- Alberto Theodoli di Sambuci
- Francesco Todaro
- Francesco Valagussa
- Ernesto Vassallo
- Paolo Vinassa de Regny